# Karel Ženíšek
Karel Ženíšek (* 10. ledna 1950) je bývalý český fotbalista, záložník.

## Fotbalová kariéra
V československé lize hrál za TJ SU Teplice. Nastoupil v 21 ligových utkáních a dal 1 gól. Z Teplic odešel do Liberce. Dále hrál i za Kovostroj Děčín.

## Ligová bilance
| Ročník                                   | Zápasy | Góly | Klub            |
| ---------------------------------------- | ------ | ---- | --------------- |
| 1. československá fotbalová liga 1967/68 | 1      | 0    | SU Teplice      |
| 1. československá fotbalová liga 1968/69 | 4      | 0    | SU Teplice      |
| 1. československá fotbalová liga 1972/73 | 16     | 1    | SU Teplice      |
| Česká národní fotbalová liga 1978/79     | -      | -    | Kovostroj Děčín |
| CELKEM 1. liga                           | 21     | 1    |                 |